# HSG Rodgau Nieder-Roden
Die HSG Rodgau Nieder-Roden (vollständiger Name: Handballspielgemeinschaft Rodgau Nieder-Roden) ist eine Spielgemeinschaft aus Nieder-Roden in Hessen.
Die Handballspielgemeinschaft wurde am 1. Juli 2006 aus den Handballabteilungen der Sportgemeinschaft Nieder-Roden 1945 e. V. und der Turngemeinde 1905 Nieder-Roden e. V. gegründet. Seit dem 1. Juli 2013 spielt die HSG unter dem Namen ‚HSG Rodgau Nieder-Roden‘.
Die erste Männermannschaft startete im Jahr der HSG-Gründung (Saison 2006/07) in der Regionalliga Südwest und erreichte das Ziel Klassenerhalt. In der darauffolgenden Saison 2007/08 fehlte dann aber ein Punkt zum rettenden Ufer, so dass die Mannschaft in die Oberliga Hessen absteigen musste. Dort sicherte sich man sich nach der Vizemeisterschaft 2008/09 durch den Gewinn der Hessenmeisterschaft  im Jahr 2010 die Qualifikation zur neu geschaffenen 3. Liga, in der sie in der Saison 2010/2011 in der Staffel Ost antrat. Nach dem Abstieg aus der 3. Liga Ost in die Oberliga Hessen konnte die Mannschaft im darauffolgenden Jahr (Saison 2011/12) sofort wieder aufsteigen. Die Saison 2012/13 bestritt die HSG dann in der 3. Liga Süd und belegte den 7. Platz. Nachdem der DHB die neue Einteilung für die vier Staffeln der 3. Liga vorgenommen hatte, war die Mannschaft seit der Saison 2013/14 wieder im Osten am Start. Von der Saison 2017/18 bis zum Ende der Saison 2023/24 hatte Jan Redmann das Ruder als Cheftrainer in der Hand, er übernahm das Kommando vom langjährigen Erfolgstrainer Alexander Hauptmann. Unter Redmanns Leitung gelang mit dem Erreichen des 3. Platzes in der Saison 2023/24 das bisher beste Ergebnis der Vereinsgeschichte. Seit dem 1. Juli 2024 hat Peter David die Verantwortung für die Baggerseepiraten übernommen.
Die erste Damenmannschaft spielt seit der Saison 2019/20 in der 3. Liga, trainiert werden die Baggerseepiratinnen von Ergün Sahin. Auch den Damen gelang in der Saison 2023/24 mit dem Erreichen des 5. Platzes das beste Ergebnis ihrer Geschichte. Dadurch konnte man sich für die ab der Saison 2024/25 auf 36 Mannschaften reduzierte 3. Liga qualifizieren und tritt in der Staffel Mitte an.
Der Spitzname der Mannschaft ist Baggerseepiraten, da es im Rodgauer Ortsteil Nieder-Roden einen sehr beliebten und weithin bekannten Badesee gibt, der auch von der Musikband Rodgau Monotones schon besungen wurde.

## Nachwuchs
Die HSG Rodgau Nieder-Roden stellte in der Saison 2024/25 in der B-Jugend eine Mannschaft in der Jugend Bundesliga sowie in der A-Jugend eine Jugend Bundesliga Mannschaft in der 2. Liga.